# 李民 (1963年)
李民（1963年5月—），江苏南京人，中华人民共和国政治人物。中南大学、湖南大学毕业。现任第十二届中国人民政治协商会议湖南省委员会副主席、中国共产党湖南省委员会组织部常务副部长。中共十九大代表。

## 生平
1963年5月，李民出生在江苏省南京市。
1985年7月，李民任长沙铁道学院机械系学生辅导员，1988年4月任中国共产主义青年团铁道学院委员会副书记，1992年11月晋升团委书记。1995年12月，李民任长沙铁道学院院长办公室主任。2000年12月任中南大学校长办公室主任。
2003年12月，李民转任湖南化工职业技术学院党委书记、院长。2007年12月，李民调任吉首大学党委副书记、校长。2011年7月，李民调任湖南文理学院党委书记。2014年8月，李民调回长沙市，出任中共湖南师范大学党委书记。
2019年2月，李民进入政界，任中国共产党湖南省委员会组织部常务副部长。2021年1月28日，李民当选为中国人民政治协商会议湖南省委员会副主席。并于2023年连任此职务。